# Oscylator anharmoniczny
Oscylator anharmoniczny – oscylator (układ drgający), którego okres drgań zależy od amplitudy drgań, co nie zachodzi w przypadku oscylatora harmonicznego. Własność ta wynika stąd, że zależność energii potencjalnej {\displaystyle V(r)} od wychylenia {\displaystyle r} z położenia równowagi oscylatora jest opisywana funkcją inną niż funkcja kwadratowa, {\displaystyle V(r)\neq kr^{2}},  co jest słuszne w przypadku oscylatora harmonicznego.
W mechanice klasycznej modelem oscylatora anharmonicznego opisuje się np. wahadło fizyczne lub matematyczne, wychylone o duże kąty od położeń równowagi. Jedynie dla małych wychyleń od położenia równowagi wahadła te zachowują się jak oscylatory harmoniczne, tj. ich okresy drgań nie zależą od amplitudy drgań.
W mechanice kwantowej modelem kwantowego oscylatora anharmonicznego opisuje się np. drgające cząsteczki dwuatomowe: gdy zakres wzbudzonych stanów energetycznych drgań cząsteczki jest duży, aż do energii dysocjacji włącznie, to nie da się jej właściwości opisać przy założeniu drgań harmonicznych (dla oscylatora harmonicznego energia potencjalna rośnie do nieskończoności wraz ze wzrostem odległości atomów molekuły - taka molekuła nigdy nie ulegałaby dysocjacji). Także drgająca z dużą amplitudą cząsteczka nie drga harmonicznie z tego względu, gdyż podczas zbliżania się atomów cząsteczki do siebie na bardzo małe odległości siły wzajemnego odpychania się ich jąder atomowych gwałtownie rosną; z eksperymentów wynika również, że przy oddalaniu się atomów od siebie siły te maleją szybciej, niż dla oscylacji harmonicznych. Jedynie dla drgań w pobliżu stanu równowagi drgania cząsteczki dwuatomowej można więc traktować jako harmoniczne. 
Do dokładnego modelowania oddziaływań między atomami w cząsteczkach dwuatomowych używa się m.in. potencjałów Morse’a i Lennarda-Jonesa. 
Uwaga: Przez "potencjał" rozumie się tu energię potencjalną -  takiego wyrażenia używa się powszechnie w mechanice kwantowej; w mechanice klasycznej potencjał ma inne znaczenie.

## Potencjał Morse’a

Porównanie potencjału Morse’a (niebieski) i potencjału oscylatora harmonicznego (zielony). Model oscylatora z potencjałem Morse’a uzasadnia zmniejszanie się różnic energii między kolejnymi poziomami oscylacyjnymi. Energia wiązania jest większa niż energia dysocjacji ze względu na niezerową energię poziomu zerowego drgań.

Potencjał zaproponowany przez Philipa Morse’a pozwala modelować drgania anharmoniczne rzeczywistych cząsteczek dwuatomowych. Energia potencjalna  cząsteczek dwuatomowych w zależności od odległości {\displaystyle r} atomów od siebie wyraża zależność:
{\displaystyle V(r)=D_{e}(1-e^{-\alpha (r-r_{e})})^{2}-D_{e},}
gdzie:
{\displaystyle r_{e}} – odległość atomów molekuły w stanie równowagi,
{\displaystyle r} – odległość atomów molekuły po wychyleniu z położenia równowagi,
{\displaystyle D_{e}} – energia wiązania (głębokość "studni" wykresu {\displaystyle V(r)}),
{\displaystyle \alpha } – parametr opisujący szerokość "studni".
Potencjał ten zastosowany do opisu teoretycznego molekuły dwuatomowej, traktowanej jako anharmoniczny oscylator kwantowy, pozwala przewidzieć :
a). dysocjację wiązania między atomami molekuły - wraz ze zwiększaniem się odległości atomów energia oddziaływania zbliża się asymptotycznie do zera (por wykres), 
b).  energie oscylacyjne molekuły dane są zależnością
{\displaystyle E(n)=h\nu _{0}(n+1/2)-x_{e}h\nu _{0}(n+1/2)^{2},}
gdzie:
{\displaystyle n} – liczba kwantowa poziomu oscylacyjnego cząsteczki,
{\displaystyle \nu _{0}} – częstotliwość oscylatora harmonicznego,
{\displaystyle x_{e}} – stała anharmoniczności, dana w przybliżeniu wzorem {\displaystyle x_{e}={\frac {\alpha ^{2}h}{2\mu \nu _{0}}}={\frac {h\nu _{0}}{4D_{e}}},} gdzie {\displaystyle \mu } – masa zredukowana cząsteczki.
c). Z powyższej zależnosci wynika, że odległośc między oscylacyjnymi poziomami energetycznymi molekuły dana jest wzorem
{\displaystyle E_{n+1}-E_{n}=h\nu _{0}-(n+1)(h\nu _{0})^{2}/2D_{e}.\,}
- następuje zmniejszanie się różnic między kolejnymi poziomami energetycznymi, w zgodne z wynikami eksperymentalnymi (odpowiada to anharmoniczności drgań; dla drgań harmonicznych odległość między poziomami energii jest sałaa i wynosi {\displaystyle E_{n+1}-E_{n}=h\nu _{0}.} Jednakże dla odpowiednio dużych wartości {\displaystyle n_{m}} różnica energii {\displaystyle E(n_{m}+1)-E(n_{m})} staje się zerowa, a nawet ujemna - wbrew danym doświadczalnym, co pokazuje ograniczenia modelu.

## Równanie Schrödingera dla potencjału Morse'a
Energie własne i stany własne oscylatora z potencjałem Morse'a, wyżej podane, znajduje się rozwiazując równanie Schrödingera
{\displaystyle \left(-{\frac {\hbar ^{2}}{2m}}{\frac {\partial ^{2}}{\partial r^{2}}}+V(r)\right)\Psi _{n}(r)=E_{n}\Psi _{n}(r),}
gdzie:
{\displaystyle V(r)} - potencjał Morse'a
{\displaystyle E_{n}}- szukane energie własne oscylatora
{\displaystyle \Psi _{n}(r)}  - szukane stany własne oscylatora
Podobnie jak dla kwantowego oscylatora harmonicznego, także dla oscylatora anharmonicznego stosuje się metodę operatorową, przy czym z powodu złożonej postaci potencjału Morse'a trzeba użyć  metody faktoryzacji Hamiltonianu. 
Wprowadzajac nowe zmienne
{\displaystyle x=ar{\text{;  }}x_{e}=ar_{e}{\text{;  }}\lambda ={\frac {\sqrt {2mD_{e}}}{a\hbar }}{\text{;  }}\varepsilon _{n}={\frac {2m}{a^{2}\hbar ^{2}}}E_{n}={\frac {\lambda ^{2}}{D_{e}}}E_{n}}
równanie Schrödingera przyjmuje prostszą postać
{\displaystyle \left(-{\frac {\partial ^{2}}{\partial x^{2}}}+V(x)\right)\Psi _{n}(x)=\varepsilon _{n}\Psi _{n}(x),}

gdzie:
{\displaystyle V(x)=\lambda ^{2}\left(1-e^{-\left(x-x_{e}\right)}\right)^{2}.}
Wartości własne (zredukowane przez {\displaystyle D_{e}}) tego równania są następujące:
{\displaystyle \varepsilon _{n}=\lambda ^{2}-\left(\lambda -n-{\frac {1}{2}}\right)^{2}=2\lambda \left(n+{\frac {1}{2}}\right)-\left(n+{\frac {1}{2}}\right)^{2},}
gdzie:
{\displaystyle n=0,1,\ldots ,\lfloor \lambda -1/2,}
przy czym {\displaystyle \lfloor x\rfloor } oznacza największą liczbę cąłkowitą mniejszą niż {\displaystyle x}. 
Stany własne tego równania są następujące:
{\displaystyle \Psi _{n}(z)=N_{n}\ z^{\lambda -n-1/2}\ e^{-z/2}L_{n}^{(2\lambda -2n-1)}(z)}
gdzie:
{\displaystyle z=2\ \lambda e^{-\left(x-x_{e}\right)}}
{\displaystyle N_{n}=\left[{\frac {n!\left(2\lambda -2n-1\right)a}{\Gamma (2\lambda -n)}}\right]^{\frac {1}{2}}}
{\displaystyle L_{n}^{(\alpha )}(z)={\frac {z^{-\alpha }e^{z}}{n!}}{\frac {d^{n}}{dz^{n}}}\left(z^{n+\alpha }e^{-z}\right)} - wielomiany Legendre'a
Stany własne są unormowane, tj.
{\displaystyle \int \mathrm {d} r\,\Psi _{n}^{*}(r)\Psi _{n}(r)=1}
Elementy macierzowe operatora położenia mają postać:
{\displaystyle \left\langle \Psi _{m}|x|\Psi _{n}\right\rangle ={\frac {2(-1)^{m-n+1}}{(m-n)(2N-n-m)}}{\sqrt {\frac {(N-n)(N-m)\Gamma (2N-m+1)m!}{\Gamma (2N-n+1)n!}}}}
przy czym:
{\displaystyle m>n}
{\displaystyle N=\lambda -1/2}
Energie własne mają postać:
{\displaystyle E_{n}=h\nu _{0}(n+1/2)-{\frac {\left[h\nu _{0}(n+1/2)\right]^{2}}{4D_{e}}}}
gdzie:
{\displaystyle n} - liczba kwantowa stanu rotacyjnego
{\displaystyle \nu _{0}={\frac {a}{2\pi }}{\sqrt {2D_{e}/m}}} -  częstotliwość ({\displaystyle m} - masą cząstki)

## Potencjał Lennarda-Jonesa

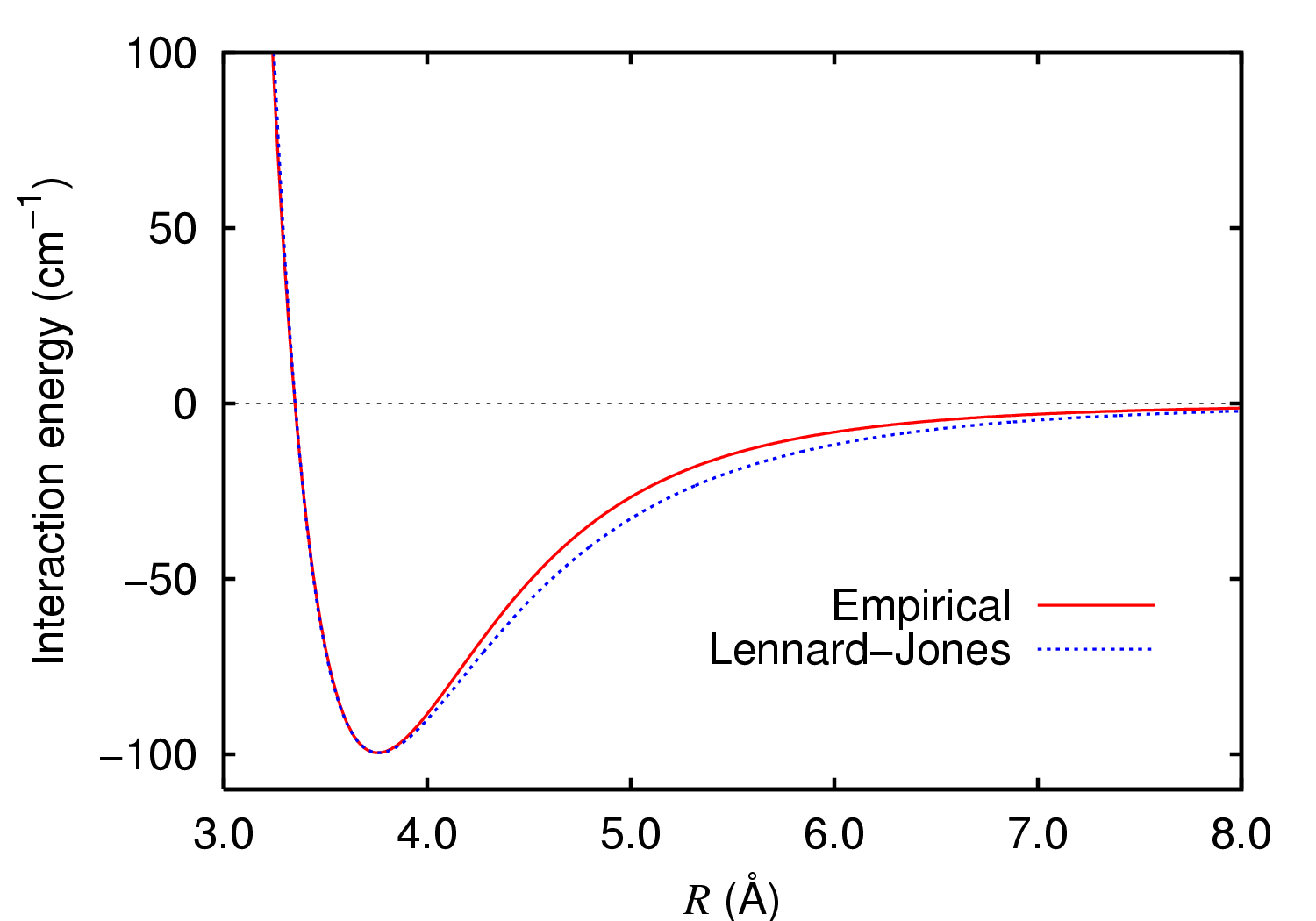
Potencjał Lennarda-Jonesa dla dimeru argonu

Innym prostym modelem potencjału, dającym możliwość opisu dysocjacji wiązania dwuatomowego jest potencjał wprowadzony przez Johna Lennarda-Jonesa. Przewiduje on dysocjację wiązania dla odpowiednio dużych odległości atomów oraz odpychanie się atomów na małych odległościach:
{\displaystyle V(r)=4\varepsilon \left[\left({\frac {\sigma }{r}}\right)^{12}-\left({\frac {\sigma }{r}}\right)^{6}\right],}
gdzie {\displaystyle \varepsilon ,\sigma } – parametry dobrane tak, aby kształt krzywej jak najlepiej przybliżał kształt krzywej energii potencjalnej, wyznaczonej eksperymentalnie, przy czym składnik {\displaystyle \left({\frac {1}{r}}\right)^{12}} odpowiada za odpychanie się atomów, a składnik {\displaystyle \left({\frac {1}{r}}\right)^{6}} za ich przyciąganie się.

## Zastosowania
Modele oscylatorów anharmonicznych używane są przy analizie widm oscylacyjnych cząsteczek (spektroskopia IR, spektroskopia Ramana), modelowaniu molekularnym, czy też przy opisie oscylatorów makroskopowych, gdzie stosowanie przybliżenia oscylatora harmonicznego byłoby niedopuszczalne.